# ОШ „Дража Марковић Рођа” Смољинац
ОШ „Дража Марковић Рођа” у Смољинцу, насељеном месту на територији општине Мало Црниће, државна је установа основног образовања.
Школа у Смољинцу почела је са радом на почетку Првог српског устанка, 1804. године, доласком народног учитеља Михаило Крстић из Гаја у Банату. У то време се у школу ишло сваког дана, изузев недељом и празницима све до 1887. године.